# Юйяо
Юйя́о (кит. упр. 余姚, пиньинь Yúyáo) — городской уезд города субпровинциального значения Нинбо провинции Чжэцзян.

## История
В Юйяо, около посёлка Хэмуду находится место раскопки неолитического поселения культуры Хэмуду.
В эпоху первых централизованных империй появился уезд Юйяо (余姚县), вошедший в состав округа Куайцзи (会稽郡). В 200 году был заложен уездный центр, став одним из первых городков в восточной части современной провинции Чжэцзян.
Во времена империи Суй в 589 году в этих местах все уезды были присоединены к уезду Гоучжан. После смены империи Суй империей Тан он был в 621 году разделён на область Иньчжоу (鄞州) и область Яочжоу (姚州); эти места вошли в состав области Яочжоу. В 624 году область Яочжоу была расформирована, и здесь опять появился уезд Юйяо, вошедший в состав области Юэчжоу (越州). В 738 году северо-восточная часть уезда Юйяо была выделена в отдельный уезд Цыси. В 821 году к уезду Юйяо был присоединён уезд Шанъюй, но уже в следующем году он был воссоздан. После монгольского завоевания уезд был в 1295 году поднят в статусе, став областью Юйяо (余姚州), но после свержения власти монголов и основания империи Мин область в 1369 году вновь стала уездом.
Во времена Китайской Республики гоминьдановские власти 1 января 1949 года создали на стыке уездов Фэнхуа, Юйяо, Шанъюй, Иньсянь и Шэнсянь новый уезд Миншань (四明县), но после того, как в мае 1949 года эти места были заняты войсками коммунистов, он был расформирован.
После образования КНР был создан Специальный район Нинбо (宁波专区), и уезд вошёл в его состав. В 1950 году из уезда Юйяо была выделена особая административная единица уездного уровня — Аньдунский район соледобычи (庵东盐区), подчинённый напрямую властям провинции Чжэцзян. В июле 1953 года Аньдунский район соледобычи вернулся в состав уезда Юйяо, но в апреле 1954 года был выделен из него вновь, перейдя в подчинение властям Специального района Нинбо (в 1956 году он был присоединён к уезду Цыси). В 1970 году Специальный район Нинбо был переименован в Округ Нинбо (宁波地区). В 1983 году Округ Нинбо был расформирован, и уезд перешёл под юрисдикцию властей города Нинбо.
26 июля 1985 года уезд Юйяо был преобразован в городской уезд.

## Административное деление
Городской уезд делится на 6 уличных комитетов, 14 посёлков и 1 волость.

## Экономика
В Юйяо расположен автосборочный завод компании Lynk & Co.

## Культура
- Музей Юйяо[кит.][3]
- Музей раскопок стоянки Хэмуду[кит.][4]